# Chanina bar Chama
R. Chanina bar Chama (auch einfach Chanina oder Chananja; auch Chanina ben Chama oder ben Hama etc.) war ein aus priesterlichem Geschlecht stammender Amoräer der ersten Generation in Palästina bzw. gehörte zu den Tannaiten des Übergangs und lebte und wirkte im dritten, vermutlich auch bereits im zweiten nachchristlichen Jahrhundert. Seinen Lebensunterhalt verdiente er vermutlich als in der Heilkunst erfahrener und praktizierender Arzt.
Er war vermutlich Schüler Jehuda ha-Nasis, der dessen Erfolge in der Unterrichtung der Schüler sehr hoch schätzte, und in reifem Alter aus Babylonien nach Palästina eingewandert. Er war, von Jehuda ha-Nasi in dessen Todesstunde dafür nominiert, Nachfolger des R. Efes als Leiter der Schule in Sepphoris geworden, wo er um das Jahr 250 auch starb. Trotz der Nominierung durch Jehuda ha-Nasi hatte Chanina dem älteren R. Efes zunächst den Vortritt gelassen und war erst nach dessen Tode zum Schulhaupt ernannt worden.
Chanina hatte einen einfachen, praktischen Sinn und war jeder Übertreibung oder Aberglauben abhold. Gleichzeitig soll er jedoch den Pilpul geliebt haben, was man an seiner Aussage „Sollte die Tora vergessen gehen, würde er sie durch Vortrag und Deduktion wieder reproduzieren“ ablesen zu können glaubt. Er wird auch als Verfechter der Willensfreiheit genannt, illustriert durch seinen bekannten Ausspruch „Alles ist in Gottes Hand, außer der Gottesfurcht“.